# Res Tore
Res Tore è un programma televisivo contenitore di documentari dedicati a tematiche storiche e di interesse culturale tratti dalle Rai Teche. Prodotto da Rai Cultura, fa parte del palinsesto del canale tematico Rai Storia.

## Documentari trasmessi (parziale)
Questi sono solo alcuni dei documentari trasmessi:
- L'enciclopedia del mare, di Bruno Vailati (1964)
- La straordinaria storia dell'Italia (1983-1991)
- Roma imago urbis (1994)
- Gli archivi del Cremlino, di Arrigo Levi (1997)
- Luoghi misteriosi
- Strade blu - Storie della provincia americana (2002, 2003, 2009)
- Buongiorno Cina - Storie del secolo cinese, di Francesco Conversano e Nene Grignaffini (2005)